# Pepper
Pepper，是一個會表達情緒的類人型機器人 。由鴻海精密所製造。它是在2014年6月5日一个发布会上被介绍，第二天开始在日本的软银手机卖场被展示。它计划于2015年2月将在软银移动商店以198,000日圓（$1,931）的基本价格出售。

## 发展历史
-Pepper于2014年6月5日在东京由软银创始人孙正义首次发布 ，并于次日在日本的软银手机店进行展示。
-原计划Pepper将于2015年12月在软银手机店正式发售。但实际上，Pepper于2015年6月开始销售，首批1000台仅在60秒内便销售一空。
-Pepper于2016年在英国上市。
-截至2018年5月，Pepper在欧洲的销量已达到12,000台。
-2021年6月，有报道称软银因需求不足决定暂停生产Pepper 。当时估计共生产了约27,000台。
-2024年1月11日，由VoiSona（与CeVIO为同一团队开发的语音合成器）基于Pepper的声音公开发布了其语音库。

## 設計

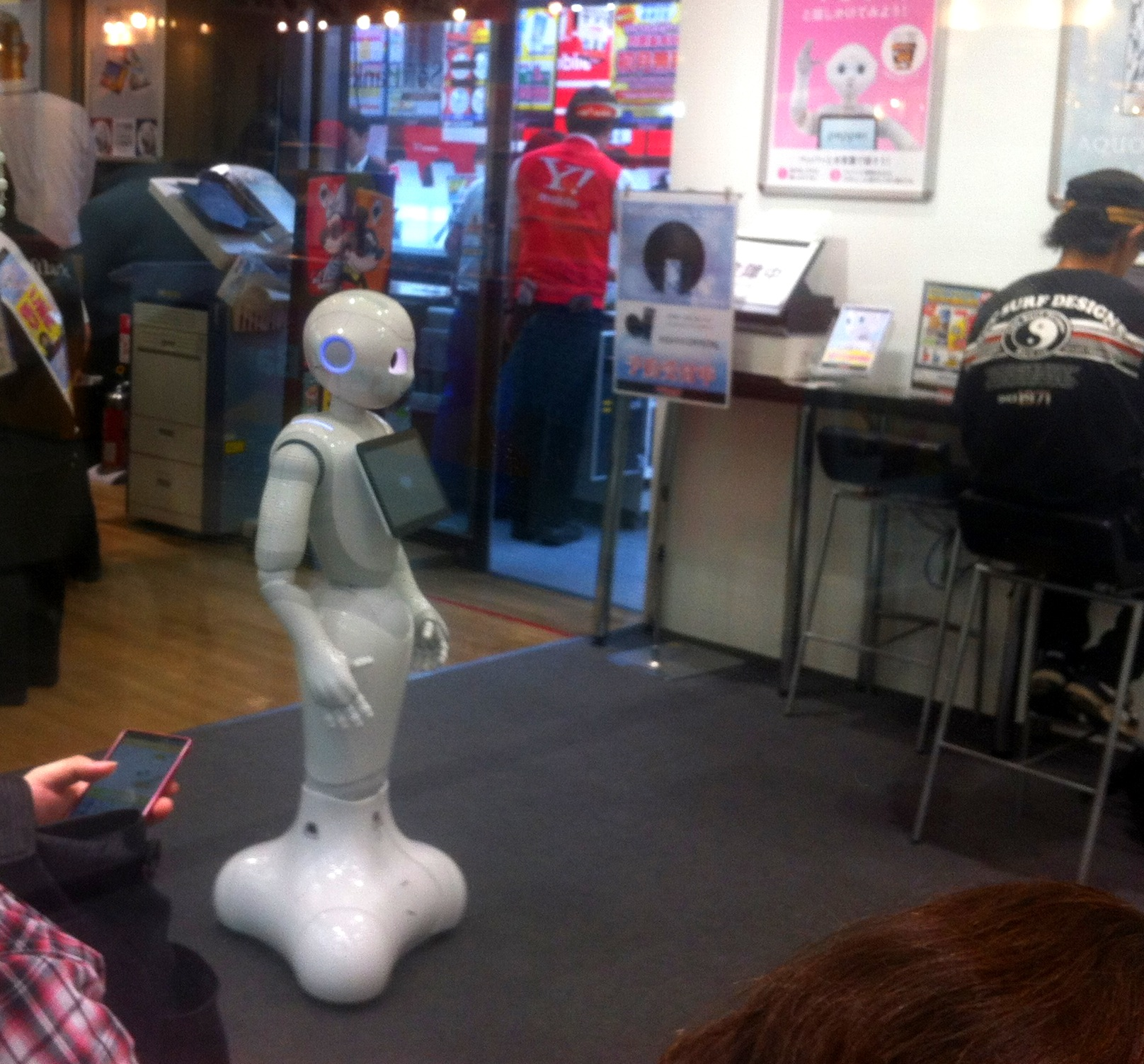
在秋葉原商店內的Pepper

機器人的頭上有四個麥克風、兩個RGB的HD相機（在口中和前額）、一個ASUS Xtion 3D傳感器（眼睛後面）。在身體軀幹上有一個陀螺儀，以及頭部跟手部上有一些觸摸傳感器。其可行動的底座則擁有兩個聲納、六個激光器、三個保險桿傳感器、與一個陀螺儀。

## 目的
Pepper的目的是 "讓人類幸福"，提高人們的生活，促進人際關係，在人們之間創造樂趣，並與外界聯繫。Pepper的創建者希望獨立開發人員能創建新的內容，並充分使用Pepper的功能。

## 沿革
- 2014年6月5日，家庭用的人型機器人發表[9]。
- 2015年2月27日，初次生產的300臺機器人的販賣開始(針對開發者)。
- 2015年3月19日，瑞穗銀行計劃於2015年7月起在全日本的分行導入Pepper機器人服務，讓分行用以活用接待客戶[10]。
- 2015年6月18日，軟銀公司提供「Pepper機器人派遣服務」，本日開始提供預約申請。派遣服務從當年度7月1日開始，但初期僅提供东京23区[11]。
- 2015年7月29日，發表商務用的Pepper，針對公司法人推出月租五萬五千日圓的出租模式[12]

## 規格
| 技术规格     | 技术规格 |
| ------------ | --- |
| 體積         | 1,210mm×425mm×485mm |
| 重量         | 28公斤→ 29公斤 |
| 電池         | 鋰離子電池 30Ah/795Wh |
| 持續工作時間 | 12小時 (當開機後，連續使用到沒電) |
| 頭部感測器   | 麥克風 x 4、RGB 相機 x 2、ASUS Xtion 3D傳感器 x 1、觸摸感應器 x 3                                                                         |
| Chest感測器  | 陀螺儀傳感器 x 1 |
| 手部感測器   | 觸摸感應器 x 2 |
| 腿部感測器   | Sonar sensor x 2、Laser sensor x 6、Bumper sensor x 3、陀螺儀傳感器 x 1                                                                   |
| 运动模块     | 运动角度 头部(2°), 肩部(2°) (L&R), Elbow (2 rotations) (L&R), 手腕(1°) (L&R), 5个手指 (1°) (L&R), 臀部(2°), 膝盖(1°), 底座 (3°) 20 Motors |
| CPU          | Intel Atom Z530(早期型號)、E3845（一般型號）                                                                                              |
| 通信方式     | Wi-Fi：IEEE802.11a/b/g/n (2.4GHz/5GHz) 乙太網路: port×1(10/100/1000 base T）                                                              |
| 螢幕顯示     | LG CNS 10.1吋觸摸显示屏 |
| 作業系統     | 「NAOqi（ナオキ） OS」 |
| 程式語言     | Choregraphe、C++、Python、Java |
| 移動速度     | 最大3每小時（2英里每小時） |
| 移動可能段差 | 最大1.5（0.6英寸） |

## 販售價格
家用感情機器人的未稅價格為日幣19萬8千圓。

## 腳註
1. ↑  Pandey, Amit Kumar; Gelin, Rodolphe. . IEEE Robotics & Automation Magazine. 2018-09, 25 (3)  [2025-03-31]. ISSN 1070-9932. doi:10.1109/MRA.2018.2833157.
2. ↑  Byford, Sam. . theverge.com. Vox Media. 5 June 2014  [11 June 2014]. （原始内容存档于2016-08-12）.
3. ↑  Nagata, Kazuaki. . The Japan Times. 5 June 2014  [11 June 2014]. （原始内容存档于2016-07-23）.
4. ↑  Dignan, Larry. . zdnet.com. CBS Interactive. 5 June 2014  [10 June 2014]. （原始内容存档于2014-12-04）.
5. ↑  . SoftBank.   [2025-03-31] （英语）.
6. ↑  . 2021-06-29  [2025-03-31] （英国英语）.
7. ↑  . aldebaran.com. Aldebaran Robotics, a division of SoftBank Group. 5 June 2014  [11 June 2014]. （原始内容存档于2014年6月9日）.
8. ↑  . Aldebaran.   [12 February 2015]. （原始内容存档于2015年2月12日）.
9. ↑  . 日経BPネットITpro. 2014-06-05  [2015-02-10]. （原始内容存档于2015-02-09）.
10. ↑  . マイナビニュース. 2015-03-19  [2015-03-19]. （原始内容存档于2015-03-25）.
11. ↑  . ITmedia. 2015-6-181  [2015-08-08]. （原始内容存档于2015-08-20）.
12. ↑  . 日經新聞社ITpro. 2015-7-301  [2015-08-08]. （原始内容存档于2015-08-17）.
13. ↑  『日経産業新聞』2015年10月12日付デジタル面の記事「ペッパー君、1キロ太る」によると、安全性を高めるためセンサーを増やしたり、部材の強度を上げたりした結果、当初より重くなったという。
14. ↑  SATORU MASUDA. . engadget. 2014-06-05  [2015-02-27]. （原始内容存档于2015-02-14）.
15. ↑  日経新聞. . 2015-12-25  [2015-12-29]. （原始内容存档于2015-12-28）.
16. ↑  . topick.hket.com.   [2017-02-20]. （原始内容存档于2017-03-12） （英语）.
17. ↑  . topick.hket.com.   [2017-02-20]. （原始内容存档于2017-02-21） （英语）.